# Réservoir Opinaca
Réservoir Opinaca är en reservoar i Kanada.   Den ligger i provinsen Québec, i den östra delen av landet, 800 km norr om huvudstaden Ottawa. Réservoir Opinaca ligger 210 meter över havet. Arean är 1 040 kvadratkilometer. 
Trakten runt Réservoir Opinaca är nära nog obefolkad, med mindre än två invånare per kvadratkilometer.